# Roger Ashton-Griffiths

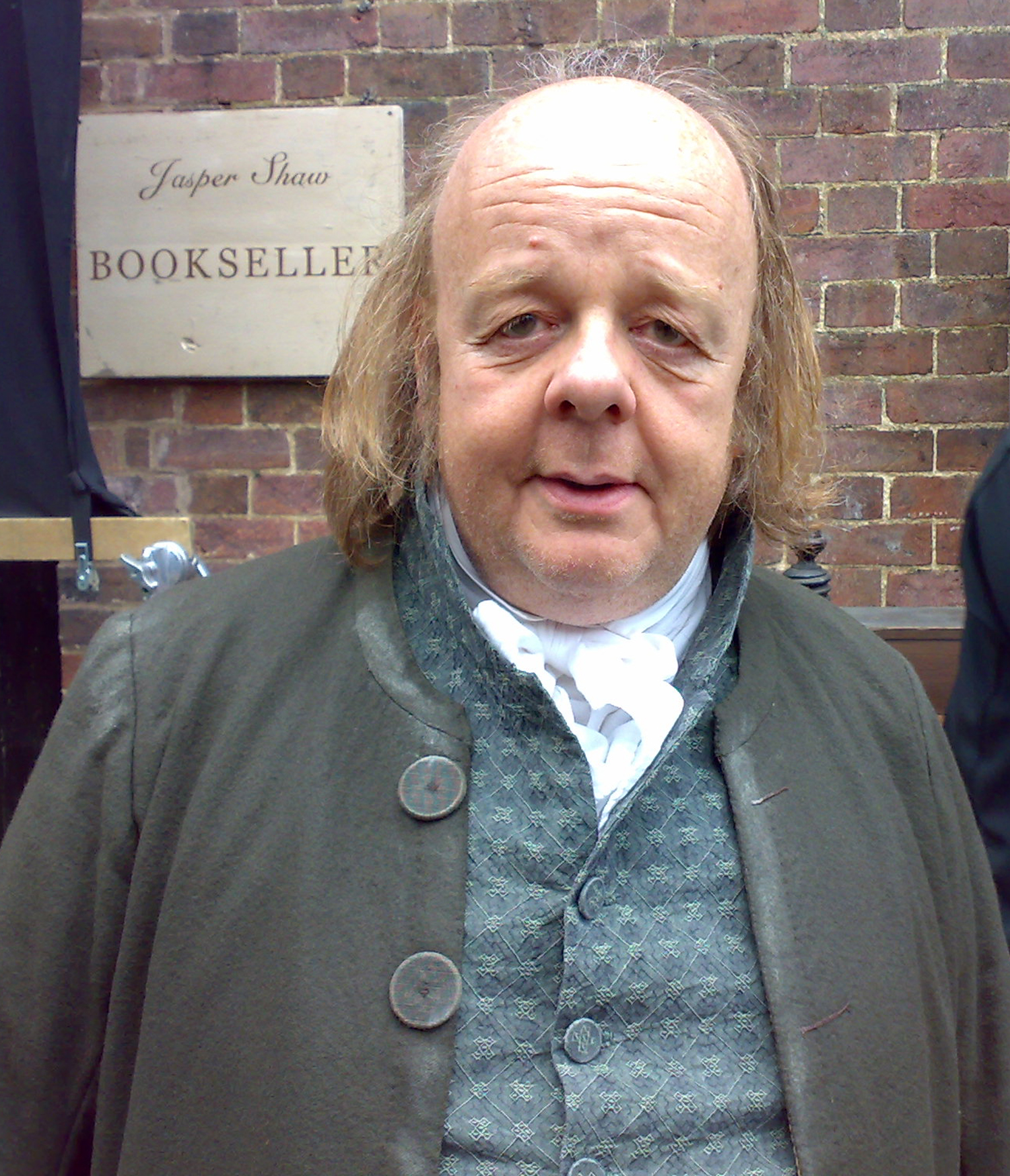
Roger Ashton-Griffiths

Roger Ashton-Griffiths (* 19. Januar 1957 in Hertfordshire, England) ist ein britisch-kanadischer Film- und Theaterschauspieler sowie Filmemacher.

## Leben
Ashton-Griffiths, der die Doppelstaatsbürgerschaft Englands und Kanadas besitzt, studierte von 1975 bis 1978 Musikwissenschaft an der Lancaster University und war anschließend von 1979 bis 1981 als Sänger an der English National Opera engagiert. In den 1980er Jahren war Ashton-Griffiths ein gefragter Theaterschauspieler, der an Theatern in Colchester, Liverpool, Watford, Southampton und Bristol in Stücken wie etwa Sweeney Todd zu sehen war.
Ashton-Griffiths spielte seit 1982 zahlreiche Nebenrollen in Film und Fernsehen, vorwiegend in britischen und europäischen Produktionen. Vereinzelt erhielt er auch Rollen in Hollywood-Filmen, so 2002 in Gangs of New York und 2005 in Brothers Grimm. 2006 spielte er in dem britischen Fernsehfilm Samuel Johnson: The Dictionary Man die Titelrolle des Dr. Samuel Johnson. Von 2014 bis 2016 gehörte er außerdem zur Besetzung der erfolgreichen Fernsehserie Game of Thrones, in welcher er die Rolle des Lord Maes Tyrell darstellte.
Bei zwei Kurzfilmen führte Ashton-Griffiths auch Regie. Für seinen zweiten, dreiminütigen Film Deflation aus dem Jahr 2001 konnte er die heute international bekannte Keira Knightley als Darstellerin verpflichten.
Roger Ashton-Griffiths ist mit der gebürtigen Inderin Sharmini Thillaimuthu verheiratet, einer Studioverantwortlichen der BBC. Mit ihr und ihren zwei gemeinsamen Kindern lebt er in London und Suffolk.

## Filmografie (Auswahl)
- 1985: Brazil
- 1985: Das Geheimnis des verborgenen Tempels (Young Sherlock Holmes)
- 1987: Empire State – Die Nacht der Entscheidung (Empire State)
- 1988: Jack the Ripper – Das Ungeheuer von London (Jack the Ripper)
- 1989: Georg Elser – Einer aus Deutschland
- 1991: King Ralph
- 1993: Heidi
- 1996: Herzen in Aufruhr (Jude)
- 1997: Die Abenteuer des Odysseus (The Odyssey)
- 1997: Amy Foster – Im Meer der Gefühle (Swept from the Sea)
- 1998: Merlin
- 1999: You Are Dead (You’re dead…)
- 2001: Ritter aus Leidenschaft (A Knight's Tale)
- 2002: Gangs of New York
- 2003: Was Mädchen wollen (What a Girl Wants)
- 2005: Empire (Fernsehserie, 4 Episoden)
- 2005: Brothers Grimm (The Brothers Grimm)
- 2008: Die Tudors (The Tudors)
- 2008: Mutant Chronicles
- 2009: Bright Star
- 2010: Ich sehe den Mann deiner Träume (You Will Meet a Tall Dark Stranger)
- 2013: NTSF:SD:SUV:: (Fernsehserie, Episode 3x10)
- 2014–2016: Game of Thrones (Fernsehserie, 13 Episoden)
- 2014: Grace of Monaco
- 2014: Mr. Turner – Meister des Lichts (Mr. Turner)
- 2014: Doctor Who (Fernsehserie, Episode 8x03)
- 2016: Father Brown (Fernsehserie, Episode 4x05)
- 2017: Taboo (Fernsehserie, 2 Episoden)
- 2017: Solange ich atme (Breathe)
- 2017: The Death of Stalin
- 2018: Christopher Robin
- 2019: Curfew (Fernsehserie, 2 Episoden)